# Feuillade (Charente)
Feuillade – miejscowość i gmina we Francji, w regionie Nowa Akwitania, w departamencie Charente.
Według danych na rok 1990 gminę zamieszkiwało 330 osób, a gęstość zaludnienia wynosiła 15 osób/km² (wśród 1467 gmin regionu Poitou-Charentes Feuillade plasuje się na 688. miejscu pod względem liczby ludności, natomiast pod względem powierzchni na miejscu 332.).